# Национальная библиотека Китая
Национальная библиотека Китая (кит. упр. 中国国家图书馆, пиньинь Zhōngguó guójiā túshūguǎn, англ. National Library of China, NLC) — крупнейшая библиотека КНР.

## История
Библиотека была основана в 1909 году как «Библиотека Столичных учительских палат» (кит. 京师图书馆) по согласованию с троном и правительством последней китайской династии Цин. После Синьхайской революции 1911 года «Столичные учительские палаты» были переименованы в Пекинский университет, а библиотека в августе 1912 года была передана Министерству образования и открыта для посетителей. В 1916 г. на неё были возложены функции главной библиотеки страны. В 1928 году библиотека получила статус Национальной библиотеки. В декабре 1998 года Государственный совет утвердил изменение названия библиотеки на «Чжунго гоцзя тушугуань» (Национальная библиотека Китая).
В соответствии с законом о печати от 1930 г. Национальная библиотека стала регистрировать китайскую печатную продукцию, а ещё через год для неё было построено специальное здание. К моменту провозглашения Китайской Народной Республики в фондах библиотеки насчитывалось не менее полутора миллионов документов.

## Современное состояние
Национальная библиотека Китая является всеобъемлющей научной библиотекой, национальным хранилищем публикаций, национальным библиографическим центром, Национальным центром сети библиотечно-информационных и научно-технических библиотек и Центром развития.
К концу 2003 года библиотека имела богатую коллекцию 24 110 000 томов, а также занимала пятое место среди библиотек мира. В коллекции насчитывалось 270 000 томов редких книг, 1 600 000 томов древних книг.
На 2021 год библиотека размещается в трёх зданиях:
- Здание древних книг (кит. упр. 古籍馆, англ. NLC Ancient Book Library) на улице Вэньцзиньцзе[кит.] в пекинском районе Сичэн, постройка здания завершена и здание введено в эксплуатацию 25 июня 1931 года, до 1987 года было главным зданием Национальной библиотеки Китая.
- Южная часть Главного здания (кит. упр. 总馆南区, англ. NLC South Area) у моста Байшицяо (кит. упр. 白石桥) в пекинском районе Хайдянь, постройка здания завершена и здание введено в эксплуатацию 6 октября 1987 года.
- Северная часть Главного здания (кит. упр. 总馆北区, англ. NLC North Area) у моста Байшицяо (кит. упр. 白石桥) в пекинском районе Хайдянь, постройка здания завершена и здание введено в эксплуатацию 9 сентября 2008 года. Здание строилось с 2003 года[8] (авторы проекта — Михаэль Циммерман, Юрген Энгель[9]). При общей площади более 80,5 тысячи квадратных метров в Северной части Главного здания могут обслуживаться одновременно около 8 тысяч читателей. По состоянию на апрель 2022 года, вместе с Северной частью Главного здания общая площадь Национальной библиотеки Китая составляет 280 тысяч квадратных метров[7].

Библиотека не только имеет самую большую коллекцию китайских книг в мире, но и самую большую коллекцию материалов на иностранных языках в стране. Библиотека открыта для посещения 365 дней в году, а онлайн-услуги доступны 24 часа в сутки с помощью различных средств коммуникации.
Северная часть Главного здания Национальной библиотеки Китая